# Kim Min-seok (polityk)
Kim Min-seok (kor. 김민석, ur. 29 maja 1964 w Singil-dong w Seulu) – to południowokoreański działacz, edukator i polityk, który od 2025 roku pełni funkcję premiera Korei Południowej. Członek Partii Demokratycznej Korei (DPK), reprezentował okręg Yeongdeungpo B w Zgromadzeniu Narodowym w latach 1996–2002 oraz ponownie od 2020 roku.
Urodzony w Seulu, Kim ukończył studia na Uniwersytecie Narodowym w Seulu, Uniwersytecie Harvarda, Uniwersytecie Tsinghua oraz Uniwersytecie Rutgersa. Został zatrzymany za okupację Amerykańskiego Centrum Kultury w Seulu. W wyborach w 1996 roku został wybrany do Zgromadzenia Narodowego i w tamtym okresie był uważany za jedną z wschodzących gwiazd Partii Demokratycznej. Jednak jego porażka w wyborach na burmistrza Seulu w 2002 roku z Lee Myung-bakiem przyczyniła się do spadku jego popularności. Kim zdołał powrócić do polityki, gdy ponownie został wybrany na posła z okręgu Yeongdeungpo 2 w wyborach w 2020 roku, co oznaczało jego powrót do Zgromadzenia Narodowego po 18 latach. Jest doradcą prezydenta Lee Jae-myunga.

## Życiorys
Kim Min-seok urodził się w Seulu w 1964 roku jako najmłodszy z trojga dzieci Kim Joo-wana i Kim Choon-ok. Jego najstarszy brat, Kim Min-woong, jest pastorem Kościoła Gillbott w River Edge w stanie New Jersey, USA. Drugi z braci, Kim Min-hwa, zmarł w 1987 roku w wyniku wypadku drogowego.
Kim uczęszczał do liceum Soongsil i studiował socjologię na Uniwersytecie Narodowym w Seulu. W 1982 roku jego brat Kim Min-woong wyjechał do Stanów Zjednoczonych, by studiować nauki polityczne na Uniwersytecie Delaware, jednak wkrótce zdecydował się zostać pastorem. Mimo to zaangażował się tam w ruch na rzecz zjednoczenia Korei, co sprawiło, że – z powodu naruszenia południowokoreańskiej Ustawy o Bezpieczeństwie Narodowym – nie mógł wrócić do kraju aż do 2002 roku.
Trzy lata później Kim Min-seok został wybrany na przewodniczącego samorządu studenckiego swojej uczelni, lecz został skazany na 5 lat i 6 miesięcy więzienia za udział w okupacji Amerykańskiego Centrum Kultury w Seulu. Został zwolniony 27 lutego 1988 roku po ułaskawieniu przez nowo wybranego prezydenta Roh Tae-woo.
Po jego zatrzymaniu matka, Kim Choon-ok, założyła organizację prodemokratyczną o nazwie Rada Ruchu Rodzin na rzecz Realizacji Demokracji. W 1999 roku pani Kim odwiedziła najstarszego syna w USA – wcześniej nie mogła tego zrobić, ponieważ ambasada Stanów Zjednoczonych odmawiała jej wizy ze względu na działalność aktywistyczną najmłodszego syna.
W 1987 roku pani Kim straciła swojego drugiego syna, Kim Min-hwę. W kostnicy szpitalnej odwiedził ją Kim Dae-jung – przyszły prezydent Korei Południowej. W tym okresie Kim Min-seok również zbliżył się do Kim Dae-junga.
W 2010 roku Kim Min-seok uzyskał tytuł magistra prawa (Juris Master) na Uniwersytecie Tsinghua w Chinach.

## Wczesna kariera polityczna (1990–1992)
Kim rozpoczął swoją karierę polityczną w 1990 roku, wstępując do Partii Demokratycznej, znanej jako „Mali Demokraci”, kierowanej przez Lee Ki-taeka. W związku z tym początkowo nie należał do tej samej partii co Kim Dae-jung, który wówczas przewodził Partii Demokratycznej na rzecz Pokoju (PDP). Obie te partie – PDP i Mali Demokraci – zostały jednak połączone i w 1991 roku na nowo utworzyły Partię Demokratyczną.
Przed wyborami parlamentarnymi w 1992 roku Kim został nominowany przez współprzewodniczących Kim Dae-junga i Lee Ki-taeka jako kandydat Demokratów w okręgu Yeongdeungpo 2. Zmierzył się tam z byłym wicepremierem i kandydatem rządzącej Partii Liberalno-Demokratycznej (DLP), Rha Woong-bae, ale przegrał z nim zaledwie o 260 głosów. Zażądał ponownego przeliczenia, jednak przewaga DLP wzrosła o kolejne 25 głosów.
Po porażce Kim wyjechał do Stanów Zjednoczonych, gdzie podjął studia magisterskie z administracji publicznej w Szkole Rządzenia im. Johna F. Kennedy’ego na Uniwersytecie Harvarda. Wrócił do Korei Południowej przed wyborami lokalnymi w 1995 roku i wspierał kandydata swojej partii na burmistrza Seulu – Cho Soona. Przyciągnął wówczas głosy młodych wyborców, a Cho został wybrany na to stanowisko.

## Zgromadzenie Narodowe (1996–2002)
W wyborach w 1996 roku Kim został nominowany przez Partię Kongresu Narodowego na rzecz Nowej Polityki (NCNP) jako kandydat w okręgu Yeongdeungpo 2. Jego przeciwnikiem był Choi Young-han – aktor, prezenter i kandydat rządzącej Nowej Partii Korei (NKP). Kampanię prowadził pod hasłem: „Kima do parlamentu, Choia na scenę” (김민석을 국회로, 최불암은 무대로). Pokonał znanego aktora, a mając zaledwie 32 lata, został najmłodszym posłem oraz kandydatem opozycji z największą liczbą głosów w Seulu.
Zyskał ogólnokrajową uwagę podczas przesłuchań związanych z Grupą Hanbo w 1997 roku – jej prezes, Jeong Tae-soo, był zamieszany w liczne afery korupcyjne. Mimo że Kim nie uzyskał odpowiedzi od Jeonga, udowodnił, że jego zeznania były w dużej mierze zmanipulowane. Dzięki temu wydarzeniu media i opinia publiczna zaczęły nazywać go „Gwiazdą Przesłuchań” (청문회 스타).
Pod koniec 1999 roku, gdy NCNP przekształcała się w Partię Demokratyczną Tysiąclecia (MDP), Kim pełnił funkcję rzecznika Komitetu Przygotowawczego. Założył też własną organizację o nazwie Youth Korea, aby poszerzyć swoje poparcie społeczne. 29 października został wyróżniony przez hongkoński magazyn informacyjny Asiaweek jako jeden z „20 Azjatyckich Liderów Młodzieżowych Tysiąclecia”, obok m.in. Choo Mi-ae. W styczniu 2000 roku został ponownie uhonorowany, tym razem przez Światowe Forum Ekonomiczne (WEF), jako jeden ze „100 Globalnych Liderów 2000 roku”.
Kim uzyskał reelekcję w wyborach parlamentarnych w 2000 roku, jednak jego partia MDP oraz koalicjant – Sojusz Liberałów Demokratycznych (ALDE) – nie zdobyli większości w parlamencie. Mimo to 17 maja 2000 roku wywołał kontrowersje wraz z kilkoma innymi posłami, gdy po wieczorze upamiętniającym powstanie w Gwangju udali się do klubu karaoke o nazwie Millennial NHK. Pod koniec roku został również skrytykowany za to, że opowiedział się przeciwko mniejszościowej frakcji swojej partii, popierając skrzydło większościowe i jego wizję reformy ugrupowania.

## Wybory na burmistrza Seulu w 2002 roku
Przed wyborami prezydenckimi w 2002 roku Kim był drugim najpopularniejszym politykiem w Partii Demokratycznej Tysiąclecia (MDP). W listopadzie 1999 roku w sondażu magazynu Sisa Journal został uznany za najlepszego przyszłego lidera XXI wieku. Mimo to postanowił ubiegać się o urząd burmistrza Seulu, ponieważ ze względu na wiek (miał 38 lat) nie mógł kandydować w wyborach prezydenckich – kandydaci muszą mieć ukończone co najmniej 40 lat.
MDP planowała pierwotnie wystawić urzędującego burmistrza Goh Kuna, ale ten ogłosił, że nie zamierza ubiegać się o reelekcję. W tej sytuacji Kim stał się jednym z „nowych twarzy” partii, obok Choo Mi-ae. 25 lutego 2002 roku ogłosił udział w partyjnych prawyborach, a 2 kwietnia zdobył 52,1% głosów i pokonał Lee Sang-su.
Kampanię prowadził pod hasłami: „Nowa era potrzebuje nowego lidera” oraz „Nowy start – teraz jakość życia”. Obiecywał m.in. ekologiczne zmiany: wprowadzenie autobusów na gaz ziemny, zaostrzenie kontroli zanieczyszczeń powietrza i przewidywalność decyzji władz miejskich.
W wyborach zmierzył się z kandydatem rządzącej Wielkiej Partii Narodowej (GNP), Lee Myung-bakiem, który później został prezydentem. Choć początkowo prowadził w sondażach, poparcie obu kandydatów szybko się zrównało. Po rozpoczęciu oficjalnej kampanii część jego zwolenników obawiała się, że Kim przegra z powodu niskiej frekwencji. 13 czerwca, w cieniu trwających Mistrzostw Świata FIFA 2002 i afery korupcyjnej z udziałem synów prezydenta, Kim zdobył jedynie 43,02% głosów, przegrywając z Lee (52,28%). Jego mandat poselski, z którego zrezygnował, by kandydować na burmistrza, przejął Kwon Yeong-se z GNP.
17 października 2002 roku Kim ogłosił odejście z MDP i dołączenie do Rady na rzecz Jedności Kandydata – inicjatywy, której członkowie wycofali poparcie dla kandydata MDP Roh Moo-hyuna, a poparli Chung Mong-joona z Narodowej Jedności 21. Decyzja Kima spotkała się z ostrą krytyką ze strony opinii publicznej, a także kolegów z partii, m.in. Im Jong-seoka. Zyskał przydomek „ptaka wędrownego” (철새), określający polityków często zmieniających barwy partyjne z oportunistycznych powodów. W późniejszych wywiadach Kim przyznał, że żałuje tej decyzji.

## Upadek kariery politycznej
Po tych wydarzeniach kariera polityczna Kima zaczęła podupadać. W wyborach parlamentarnych w 2004 roku próbował wrócić do parlamentu jako kandydat w okręgu Yeongdeungpo 1, lecz w kontekście niepopularnego impeachmentu prezydenta Roh Moo-hyuna poparcie dla MDP gwałtownie spadło. Kim zajął dopiero trzecie miejsce, przegrywając z Goh Jin-hwą i Kim Myung-seopem.
Miesiąc po wyborach został aresztowany pod zarzutem korupcji związanej z kampanią wyborczą z 2002 roku. Został skazany na osiem miesięcy więzienia w zawieszeniu na cztery lata. W związku z wyrokiem Partia Zjednoczonych Demokratów (UDP) odrzuciła jego kandydaturę w wyborach parlamentarnych w 2008 roku. Choć 6 lipca został wybrany wiceprzewodniczącym partii, jeszcze w tym samym roku ponownie został aresztowany pod zarzutem korupcji.
W maju 2010 roku, w czasie trwającego procesu, Kim wziął udział w partyjnych prawyborach na kandydata na burmistrza Busanu, ale przegrał z Kim Chŏng-gilem. Trzy miesiące później został skazany na grzywnę w wysokości 6 milionów wonów (~6000 USD), a także otrzymał zakaz działalności politycznej na pięć lat.
W 2014 roku Kim powrócił jako doradca nowo utworzonej Partii Demokratycznej, znanej też jako „Demokraci (K)”. 30 stycznia 2016 roku został wybrany współprzewodniczącym partii, obok byłego gubernatora prowincji Jeolla Południowa, Park Joon-younga. W wyborach w 2016 roku zajął drugie miejsce na liście partyjnej, ale nie uzyskał mandatu, ponieważ partia nie przekroczyła progu 3%. We wrześniu tego samego roku ogłoszono fuzję tej formacji z główną Partią Demokratyczną Korei (DPK).

## Powrót do parlamentu (2020–2025)
16 stycznia 2020 roku Kim ogłosił swoją kandydaturę w wyborach parlamentarnych w okręgu Yeongdeungpo 2-gim. Podczas ogłoszenia stwierdził, że choć miał możliwość kandydowania z innych okręgów, to postanowił zacząć od nowa właśnie w swojej rodzinnej dzielnicy. Wziął udział w prawyborach Partii Demokratycznej (DPK) i pokonał urzędującego deputowanego Sin Kyŏng-mina, który tym samym został pierwszym obecnym parlamentarzystą przegrywającym w prawyborach DPK.
W kampanii wyborczej Kim posługiwał się hasłem: „Zróbmy z Yeongdeungpo – Ildeungpo” (kor. 영등포를 일등포로 만들겠습니다), co było grą słów – ildeung oznacza w języku koreańskim „pierwsze miejsce”. Jedną z jego kluczowych obietnic była rewitalizacja potoku Daebangcheon, wzorowana na projekcie odbudowy potoku Cheonggyecheon autorstwa Lee Myung-baka, z którym Kim rywalizował w 2002 roku.
Według sondażu exit poll z dnia głosowania 15 kwietnia, Kim miał przegrać z kandydatem Zjednoczonej Partii Przyszłości (UFP) Park Yong-chanem (Kim: 46,9%, Park: 48,3%). Jednak oficjalne wyniki wskazały, że Kim uzyskał 50,2% głosów i pokonał rywala z przewagą 5,9 punktu procentowego.
W kolejnych latach Kim krytykował projekt ustawy antydyskryminacyjnej zawierającej zapisy dotyczące ochrony osób LGBTQ, twierdząc, że narusza ona wolność religijną i swobodę wypowiedzi społeczności chrześcijańskiej. Oświadczył m.in.: „Jeśli homoseksualność zostałaby wybrana przez wszystkich ludzi, ludzkość nie mogłaby przetrwać” oraz „Dlatego nie może to być wartość uniwersalna ani relatywistyczna, którą można propagować w zależności od poglądów.” Twierdził również, że „chociaż mogą istnieć przypadki, w których ktoś styka się z homoseksualizmem z powodów egzystencjalnych, to patrząc na obecną rzeczywistość, oczywiste jest, że są także przypadki, gdy jest on rozpowszechniany poprzez atmosferę społeczną.” Dodał, że „przynajmniej takie zjawiska, napędzane przez społeczną modę, powinny być ograniczane, a wolność religijna, by je krytykować – zagwarantowana.”

## Premierostwo (2025–obecnie)
Po zwycięstwie Lee Jae-myunga w wyborach prezydenckich w 2025 roku, Kim został mianowany Premierem Republiki Korei. Jego nominacja wymagała zatwierdzenia przez Zgromadzenie Narodowe Korei Południowej. Dwudniowe przesłuchanie parlamentarne rozpoczęło się 24 czerwca 2025 roku. Druga i zarazem ostatnia sesja przesłuchania odbyła się dzień później, 25 czerwca. Ostatecznie, 3 lipca Zgromadzenie Narodowe zatwierdziło nominację Kima stosunkiem głosów 173 do 3, przy jednoczesnym bojkocie ze strony opozycyjnej Partii Władzy Ludowej.
Oficjalna ceremonia zaprzysiężenia Kima odbyła się 7 lipca 2025 roku w Kompleksie Rządowym w mieście Sejong. W przemówieniu inauguracyjnym zapowiedział, że będzie „najważniejszym doradcą” i „poprowadzi nową erę dla wielkiej Republiki Korei, wielkiego narodu i wielkiego prezydenta, przezwyciężając rany buntu i drugiego kryzysu IMF (azjatycki kryzys finansowy z 1997 roku)”.

## Życie prywatne
Kim Min-seok był najpierw żonaty z Kim Ja-young, prezenterką wiadomości znaną z programu World Trend Music, którą poznał w kawiarni w nowym skrzydle stacji Korean Broadcasting System (KBS) w czerwcu 1992 roku. Para pobrała się 6 marca 1993 roku i doczekała się syna oraz córki. W marcu 2015 roku poinformowano, że rozwiedli się już w grudniu 2014 roku.
24 listopada 2019 roku Kim ogłosił na swoim Facebooku, że ponownie się ożeni 12 grudnia. Poślubił Lee Tae-rin w kościele Shinghil..

## Wyniki wyborów

### Wybory parlamentarne
| Rok  | Okręg wyborczy     | Partia polityczna | Głosy (%)       | Uwagi       |
| ---- | ------------------ | ----------------- | --------------- | ----------- |
| 1992 | Yeongdeungpo 2.    | Demokratyczna     | 48 151 (40,95%) | Przegrana   |
| 1996 | Yeongdeungpo 2.    | NCNP              | 49 657 (48,87%) | Wygrana     |
| 2000 | Yeongdeungpo 2.    | MDP               | 50 438 (60,39%) | Wygrana     |
| 2004 | Yeongdeungpo 1.    | MDP               | 21 033 (20,88%) | Przegrana   |
| 2016 | Lista krajowa (2.) | Demokratyczna (K) | 209 872 (0,88%) | Nie wybrany |
| 2020 | Yeongdeungpo 2.    | Demokratyczna     | 47 075 (50,20%) | Wygrana     |
| 2024 | Yeongdeungpo 2.    | Demokratyczna     | 49 651 (50,18%) | Wygrana     |

### Wybory lokalne

#### BurmistrzSeulu
| Rok  | Partia polityczna | Głosy (%)          | Uwagi     |
| ---- | ----------------- | ------------------ | --------- |
| 2002 | MDP               | 1 496 754 (43,02%) | Przegrana |